# Napoleón Cadena
Byron Napoleón Cadena Oleas (Riobamba, 23 de mayo de 1972) es un ingeniero en administración de empresas. Fue alcalde de Riobamba, entre 2014 y 2023.

## Biografía
Byron Napoleón nació el 23 de mayo de 1972, en la ciudad ecuatoriana de Riobamba.
Realizó su formación primaria en la Unidad Educativa "Pensionado Olivo", y la secundaria en la Unidad Educativa "San Felipe Neri". Tras realizar estudios en la Escuela Superior Politécnica de Chimborazo (ESPOCH), obtuvo el título de Ingeniero en Administración de Empresas. También obtuvo el título de tecnólogo en Programación de Sistemas. 
Cuenta con una maestría en Informática Aplicada y en Auditoría Integral. En 2014, obtuvo un doctorado en Ciencias Económicas, por la Universidad de La Habana. Tiene un diplomado en Proyectos y Transferencia de Tecnologías, y una especialización en Gestión Pública, cursada en el IAEN.

### Trayectoria
Fue profesor en la ESPOCH, siendo coordinador académico de Ingeniería en Administración de Empresas.
También se desempeñó como tesorero del Municipio de Riobamba, director de la Empresa eléctrica y presidente del Fondo de Protección de agua para Riobamba.

### Vida privada
Está casado con Verónica Vacacela.

## Vida política
Incursionó en la política, llegando a ser concejal de Riobamba, durante dos años.
En 2009, fundó el Movimiento Renovación y se presentó por primera vez cómo candidato a ocupar la Alcaldía de Riobamba, obteniendo el segundo lugar, frente a Juan Salazar López.
En 2014, se presentó como candidato por segunda ocasión para la alcaldía en una alianza de su Movimiento Renovación y el Movimiento CREO donde logró el primer lugar. El 15 de mayo del mismo año, cuando Mario Robalino dejó la alcaldía, se llevó a cabo el cambio de mando para dar paso a la posesión de Cadena como alcalde de Riobamba.

## Condecoraciones
- Doctorado honoris causa del Instituto Mexicano de Líderes de Excelencia, por su trayectoria profesional.